# Laneuveville-devant-Nancy
Laneuveville-devant-Nancy är en kommun i departementet Meurthe-et-Moselle i regionen Grand Est (tidigare regionen Lorraine) i nordöstra Frankrike. Kommunen ligger i kantonen Tomblaine som tillhör arrondissementet Nancy. År 2022 hade Laneuveville-devant-Nancy 6 595 invånare.

## Befolkningsutveckling
Antalet invånare i kommunen Laneuveville-devant-Nancy
| Referens: INSEE |